# Michel Cointat
Pour les articles homonymes, voir Cointat.
Michel Cointat est un homme politique français né à Paris le 13 avril 1921 et mort le 16 novembre 2013 à l'hôpital Bégin à Saint-Mandé (Val-de-Marne,).

## Biographie
Ingénieur agronome et Ingénieur des eaux et forêts, il fait ses débuts professionnels à Uzès. Il a ensuite été directeur général de la Production et des marchés au ministère de l'Agriculture de 1962 à 1967.
Il est ministre de l'Agriculture entre 1971 et 1972 et doit affronter la "grève du lait" du premier semestre 1972 qui touche essentiellement les régions Bretagne et Pays de la Loire, lieux de forte implantation des paysans-travailleurs. Il accuse à cette occasion les maoïstes de manipuler les paysans.
Lors des élections législatives de 1967, il est élu député de la circonscription de Fougères, alors cinquième circonscription d'Ille-et-Vilaine, sous l'étiquette gaulliste Union démocratique pour la Ve République. Successivement membre de l'UDR puis du RPR, il reste député jusqu'aux élections législatives de 1993 au cours desquelles il est battu par Marie-Thérèse Boisseau, son ancienne suppléante, qui se présente comme UDF dissidente.
Fils de Lucien Cointat, commerçant, et de Mme, née Marie-Louise Adam.
En mars 2000, il est fait commandeur de la Légion d'honneur par Jacques Chirac, son successeur au ministère de l'Agriculture.
Installé à Tresques, il écrit plusieurs ouvrages sur le village et collabore à la revue d'histoire locale Rhodanie,. Il se marie par ailleurs à Simone Dubois (1921-2007), fille d’un ancien maire ; ils seront les parents de Christian Cointat, sénateur représentant les Français établis hors de France de 2001 à 2014 et d'Alain Cointat, contrôleur général des offices agricoles.

## Fonctions nationales
- Député d'Ille-et-Vilaine de 1967 à 1993
- Ministre de l'Agriculture du 8 janvier 1971 au 5 juillet 1972
- Ministre du Commerce extérieur du 2 octobre 1980 au 22 mai 1981

## Fonctions locales
- Maire de Fougères de 1971 à 1983 — il est battu lors des élections municipales de 1983 par le candidat socialiste Jacques Faucheux.

## Œuvres
- Tresques en Languedoc : L'Histoire vivante dans le Midi, Éd. France Empire, 1979, prix Eugène-Piccard de l'Académie française en 1980
- Les Moments inutiles, Rodez, Éditions Subervie, 1983, prix Marie-Havez-Planque de l'Académie française en 1984
- Le Neveu de Jules Ferry : Abel le ministre soldat (1881-1918) (avec Fresnette Pisani-Ferry)  Thésaurus,1988.  (ISBN 978-2-907067-00-3)
- Poèmes en fleurs : anthologie de la poésie des fleurs, Paris : Société Nationale d'Horticulture de France : Comédit, 1994[9], prix Roland de Jouvenel de l'Académie française en 1995
- Les Couloirs de l'Europe, L'Harmattan, 2002  (ISBN 2747518787)
- Rivarol (1753-1801) : Un écrivain controversé, L'Harmattan, 2003  (ISBN 2747510263)
- Le Moyen Âge moderne, L'Harmattan, 2004  (ISBN 2747557197)
- Histoires de fleurs : Les Jolies Fleurs du jardin, L'Harmattan, 2004  (ISBN 2747521494)
- Florian, 1755-1794 : Aspects méconnus de l'auteur de Plaisir d’amour, L'Harmattan, 2007  (ISBN 978-2-296-04396-1)

## Décorations[10]
- Commandeur de la Légion d'honneur,
- Officier de l'ordre national du Mérite,
- Officier de l'ordre des Palmes académiques
- Commandeur de l'ordre du Mérite agricole ex officio en tant que ministre de l'Agriculture, président du conseil de l'ordre (1971)[11]
- Chevalier de l'ordre de l'Économie nationale
- Grand officier du Mérite de la République fédérale d’Allemagne,
- Chevalier commandeur de l'ordre royal de Victoria
- Grand officier de l’Ordre de la Haute-Volta
- Commandeur de l'ordre du Mérite de la République italienne‎
- Grand officier de l'ordre du Rio Branco[4]